# Katarzyna Rosłaniec

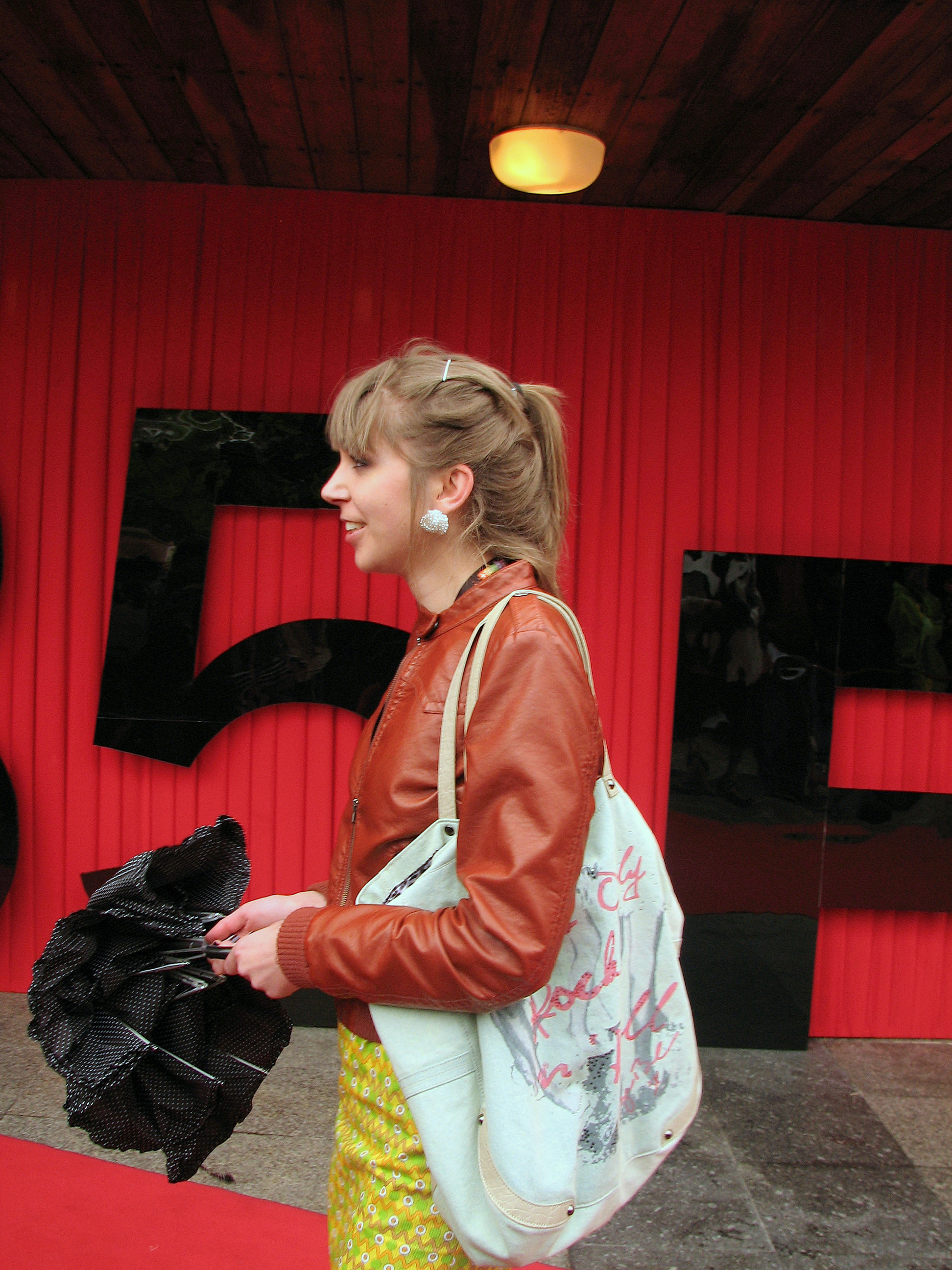
Katarzyna Rosłaniec, 2010

Katarzyna Rosłaniec (* 23. November 1980 in Malbork, Woiwodschaft Pommern, Polen) ist eine polnische Filmregisseurin.

## Leben
Rosłaniec machte ihren Studienabschluss in Volkswirtschaftslehre an der Universität Danzig, bevor sie nach Warschau ging, um an der dortigen Filmhochschule das Fach Regie zu studieren. Gleichzeitig belegte sie Kurse über das Teilgebiet Spielfilm an der privaten Warschauer Meisterschule für Filmregie «Andrzej Wajda». 2008 führte  sie zum ersten Male Regieassistenz im Film Doręczyciel. Ihr erster Film, bei dem sie allein Regie führte, entstand im Jahre 2009. Es war der Film Galerianki, der 2011 in Deutschland unter dem Titel Shopping Girls herauskam.

## Filmografie
- 2008: Doręczyciel, als Regieassistentin
- 2009: Shopping Girls (Galerianki), als Regisseurin
- 2012: Bejbi blues, als Regisseurin und Drehbuchschreiberin
- 2013: Tiefe Wasser (Płynące wieżowce), als Darstellerin
- 2016: Szatan kazał tańczyć, als Regisseurin und Drehbuchschreiberin